# 네드릭 영

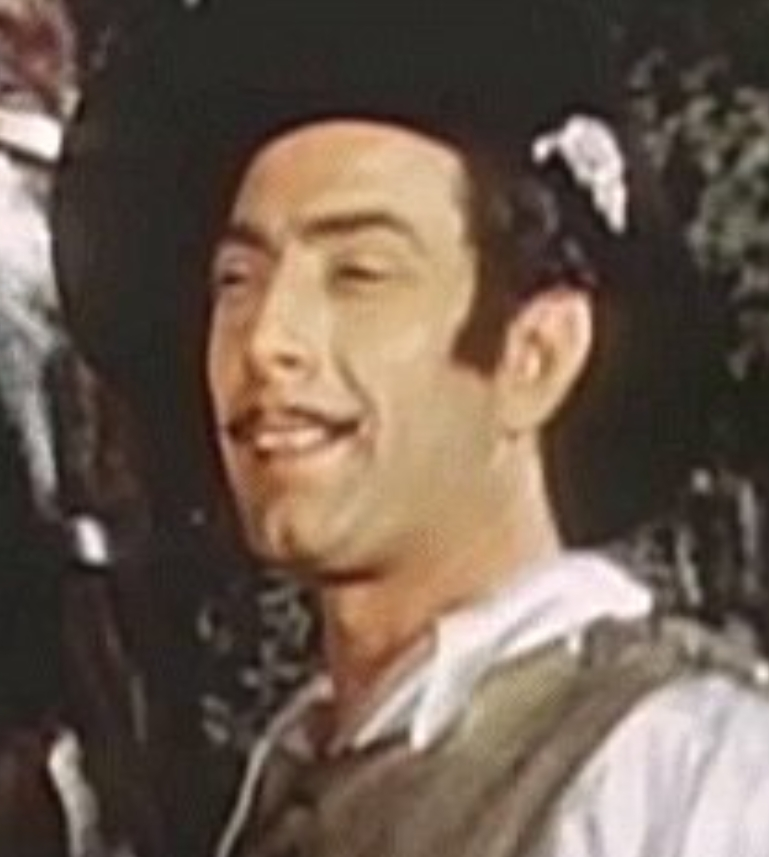

네드릭 영(Nedrick Young, 1914년 3월 23일 ~ 1968년 9월 16일)은 미국의 배우, 각본가이다.
필라델피아에서 태어났으며 로스앤젤레스에서 사망하였다. 사인은 심근 경색이다.

## 영화
- 흑과 백 (1986년)
- 세컨드 (1966년)
- 대열차 작전 (1964년)
- 테러 인 어 텍사스 타운 (1958년)
- 흑과 백 (1958년)
- 쉬즈 백 온 브로드웨이 (1953년)
- 소 디스 이즈 러브 (1953년)
- 에디 캔터 스토리 (1953년)
- 장진호 전투 (1952년)
- 건 크레이지 (1950년)